# 映画 Yes!プリキュア5 鏡の国のミラクル大冒険!
『映画 Yes!プリキュア5 鏡の国のミラクル大冒険!』（えいが イエス プリキュアファイブ かがみのくにのミラクルだいぼうけん）は、2007年11月10日公開の『プリキュアシリーズ』の劇場アニメ。興行収入8億円。
キャッチコピーは「プリキュアVSプリキュア!? ホンモノはどっち!?」「みんなの力で映画館が奇跡の光に包まれる!」。

## 概要
初めて敵側勢力としてのプリキュアが登場した。さらに『映画 ふたりはプリキュア Max Heart 2 雪空のともだち』以来のスーパープリキュアも登場した。
本作のゲストキャラクターであるミギリンとヒダリンは、お笑いタレントのザ・たっちのたくやとかずやが演じた。
前作『映画 ふたりはプリキュア Splash Star チクタク危機一髪!』では男児向け作品の『デジモンセイバーズ』との2本立てだったが、本作では単独上映形式に戻った。
本作は「観客参加型映画」と銘打っており、上映劇場で入場者特典として配られる「ミラクルライト」をスクリーンに向かって照らすとスーパープリキュアに変身するという仕組みとなっていた。これは後年の作品においても形を変えて受け継がれていった。なお、この方式を提案・採用した人物は本編プロデューサーの鷲尾ではなく、後にプリキュアシリーズのプロデューサーを鷲尾から引き継ぐことになる梅澤淳稔であった。
またプロローグ冒頭では、ココ（コージ）・ナッツ（夏）・ミルクの3名が登場し、ご挨拶をした後、観客に向かって「これは『ミラクルライト』と言って、映画館に奇跡を起こせる物である」と紹介したり、「プリキュアが危なくなったら、ミラクルライトを付けて応援しよう」と訴えたり、「目の前でライトを見たり、友だちのライトを引っ張ったりライトを振り回す事は、危険だからやらない様に」と警告したり、ライトを持たない観客（主に児童客）に対し「ライトの無い友だちは心の中で応援する様に」とフォローしたりした。このTVシリーズ映画での「プロローグでの『ミラクルライト』の使用解説」は、2010年公開の『映画 ハートキャッチプリキュア! 花の都でファッションショー…ですか!?』を除き、毎回行われている。
前売り券の売れ行きは公開1か月前の時点で前作比245.7%の大幅な売上増となり、また公開初日2日間の興行収益は前年比312.3%に上った。結果的に前年の興収3億を大きく上回る興収8億となった。

## ストーリー
西洋風テーマパーク『プリンセスランド』に出かけたプリキュアの5人とココ、ナッツ、ミルク。ドレスを着てお姫様気分を味わっていたが、鏡の迷路を出てからココとナッツの様子が変になってしまっていた。実はココとナッツは鏡の迷路で、ドリームコレットを狙って世界支配を企む悪者シャドウに操られた、鏡の国に住むミギリンとヒダリンによって鏡の国にさらわれてしまっていた。様子が変なココとナッツはコワイナーの仮面を使ってコワイナーになり、プリキュア達に襲いかかる。コワイナーを元に戻すとミギリンとヒダリンが正体を現し、ココとナッツを鏡の国に拉致したことを明かす。2人を救うためにプリキュアたちは鏡の国に足を踏み入れるが、5人の前にシャドウが生み出した自分達そっくりのダークプリキュアが現れた。

## 登場人物

### 本編からの登場人物
夢原 のぞみ（ゆめはら のぞみ） / キュアドリーム
声 - 三瓶由布子
冒頭では桃色のドレスを着て、「プリンセスランド」で仲間たちの背後から近寄ってびっくりさせようとするが、ココにばれていた。
物語序盤では、ココとナッツに変身したミギリンとヒダリンをいち早く見破り、コワイナーになったミギリンたちと交戦する。
物語中盤では、自身のコピーであるダークドリームと遊園地の空間で戦闘になり、はじめは腹部に衝撃波をうけて苦しむなど劣勢であったが、過去の自分をのり超えて夢をかなえるために立ち上がり、次第にダークドリームを圧倒していく。
笑顔などの感情を知らないダークドリームに戸惑っていたが、彼女にも「こころ」があることを感じてからはダークドリームを癒そうとする。
物語終盤ではダークドリームと友だちになったが、シャドウによって自分を庇ったダークドリームが消滅させられたことに激昂する。
夏木 りん（なつき りん） / キュアルージュ
声 - 竹内順子
冒頭では橙色のドレスを着て、「プリンセスランド」の花畑で行われたイベントでは足の速さで、男性の参加者たちを振りきる。
物語中盤では、自身のコピーであるダークルージュと宇宙空間で戦闘になり、自身を上まわる彼女に戸惑うが、自分を超えて友だちを助ける決意をして逆転する。
友だちはめんどうくさいと放つダークルージュに少し同情しつつ、「友だちががんばるから、自分もがんばれる」と反論する。
春日野 うらら（かすがの うらら） / キュアレモネード
声 - 伊瀬茉莉也
冒頭では黄色のドレスを着て、「プリンセスランド」でお姫様ごっこをしていた際に、「ピンキー」を入手する。
物語中盤では自身のコピーであるダークレモネードと西洋風の街空間で戦闘になり、はじめは腹を蹴られるなど追いつめられるが、キュアドリームの呼び声で立なおって逆転する。
他人をよろこばせることを否定するダークレモネードを批判し、「みんながよろこぶと、自分もうれしい」と反論する。
秋元 こまち（あきもと こまち） / キュアミント
声 - 永野愛
冒頭では緑色のドレスを着て、「プリンセスランド」でお姫様気分を堪能する。
物語中盤では自身のコピーであるダークミントと夜の公園空間で戦闘になり、はじめは腹を攻撃されて劣勢になるが、みんなの想いと気持ちを守ることを決意して逆転する。
ダークミントに守る力を否定されるが、「守る人がいるから強くなれる」と反論しつつ、ダークミントのことも守ろうとした。
水無月 かれん（みなづき かれん） / キュアアクア
声 - 前田愛
冒頭では青色のドレスを着て、「プリンセスランド」でお姫さま気分をしていたが、りんからは女王扱いされたことに怒る。
物語中盤では自身のコピーであるダークアクアと月下の花畑空間で戦闘になり、はじめは彼女の強力な攻撃に苦戦するが、自分を超えることを決意して逆転する。
ダークアクアに仲間のことを侮辱されるが、「みんなたいせつな友だち」と反論する。
ダークアクアのことを過去の自分と重ねており、1人でなんでもできると思いこんでいた過去の自分を愚かとしている。
ココ / 小々田 コージ（ここだ コージ）
声 - 草尾毅
ナッツ / 夏（なっつ）
声 - 入野自由
プリキュアたちと「プリンセスランド」へと出かける。冒頭ではココは青色を、ナッツは赤色を基調とした王子の服装をしていた。本物の王子であるためか、特に一般の女性からも注目の的だった。
鏡の迷路でシャドウに操られたミギリンとヒダリンに捕らえられる。
ミルク
声 - 仙台エリ
ココとナッツのお世話役見習い。
パルミエ王国を滅ぼされた身として、自分の国を滅ぼされたシャドウが怖くてシャドウに従っているミギリンとヒダリンを叱責した。

### 鏡の国の住人
ミギリン
声 - たくや（ザ・たっち）
ヒダリン
声 - かずや（ザ・たっち）
「鏡の国」に住む双子の兄弟。ミギリンが兄で、ヒダリンが弟。一人称はどちらも「ボク」。
奇跡のパワーを呼びおこすとされる「ミラクルライト」を持っている。
守護していた国の「クリスタル」をシャドウに奪われて以降は、しぶしぶとシャドウの配下になる。
物語序盤ではココとナッツを鏡の国へと拉致し、のぞみたちの「ドリームコレット」を奪おうとコワイナーになってプリキュア5と戦闘するが、結果として敗れる。
物語中盤ではプリキュアたちに協力するが、ミルクにはその気の弱さを指摘されて叱責されたことで、最終的にはシャドウに立ちむかうほどにこころが強くなった。

### 本作の敵
シャドウ
声 - 朴璐美
細身で筋肉質な風貌をした悪女。鏡のような髪質が特徴で、細身の筋肉質をしている。一人称は「あたし」。
コワイナーの仮面を所持しているが、ナイトメアとの関係は不明。
世界の支配者になろうと目論み、その目的ために必要な「ドリームコレット」を狙い、手はじめに「鏡の国」を侵略し、「クリスタル」を強奪して悪用する。
冷酷かつ残忍な性格であり、用済みとなる配下に対しても非道な対応をする一方で、はじめて会った者に対して紳士的な対応をする。
力で従えたミギリンとヒダリンにプリキュアを探させ、手はじめにのぞみの姿からダークドリームを作りだし、彼女に残りのプリキュアたちのデータを採取させ、「ダークプリキュア」をつくりだす。
戦闘能力は高く、掌で相手を吹き飛ばす力をもつ。手から強力な破壊光線を放ち、 空間転移術をもつ。
物語中盤ではドリームコレットを奪うことに成功し、鏡の力で世界中のピンキーを集めて願いをかなえようとしたが、うららがその日にキャッチしていたピンキー（声 - 工藤真由、宮本佳那子）が彼女の「キャッチュ」に残っていたことで失敗し、激怒してプリキュアたちに攻撃を開始する。
物語終盤では、キュアドリームの「プリキュア・クリスタルシュート」を受けたことで憤慨して巨大化し、プリキュアたちを滅ぼそうとするも、スーパープリキュアの「プリキュア・ファイブエクスプロージョン」を受けて倒された。
予告編の映像では姿や声が異なり、ピエロの衣装を着た男性の容貌であった。
『映画 プリキュアオールスターズDX3 未来にとどけ! 世界をつなぐ☆虹色の花』にて、ブラックホールの力によって復活して再登場する。
最終形態
プリキュアとの決戦でみせた姿。髪がマゼンタ色のロングヘアに変化し、巨大な筋肉質の体になる。
すさまじい攻撃力があり、蹴りだけでプリキュアたちを吹き飛ばし、手からは大きくて強力な光線を放つこともできる。

#### ダークプリキュア5
シャドウが「プリキュア5」を元に、鏡の国の「クリスタル」を利用して創りだした闇の戦士たち。シャドウの命に従い、プリキュア5を倒そうとする。
シャドウから与えられた力をもち、疲労を感じることなく戦闘を行うことが可能。自分たちの力に絶対的な自信をもち、それぞれ高い戦闘能力を有する。それゆえに友情を「弱い心」として否定する。
黒を基調としたレザー系の衣装を着用しているが、かつての公式サイトではカラフルな衣装だった。
ダークドリーム
声 - 西村ちなみ
ダークプリキュア5の一員である少女。夢原のぞみのコピー戦士であり、桃色のクリスタルから誕生した存在。一人称は「わたし」。
物語序盤ではキュアルージュ、キュアレモネード、キュアミント、キュアアクアのデータを取るため、のぞみたちを観察する。そのあとはキュアドリームと戦闘になる。
5人の中で唯一変身前の姿から誕生しているため、のぞみたちの笑顔に興味をもつ一面もみせている。感情がでるタイプで、攻撃的な性格。
スタンダードな格闘術と、エネルギー弾を駆使して戦闘する。
物語中盤では友情、仲間、笑顔という概念を理解できないイラだちから、いつも笑顔でいるキュアドリームに憎しみをぶつけるが、仲間を信じ続けるキュアドリームの姿をみて、こころに迷いが生じてゆく。
ドリームとの1対1の戦闘では当初ドリームを圧倒するが、次第に押され渾身のエネルギー弾も難なくはじかれてしまう。結果として手を差し伸べてきたキュアドリームのやさしさに触れたことで和解し、とまどいながらもともにシャドウの元へ向かう。
物語終盤では、シャドウに動きを封じられ攻撃される寸前ドリームを横から割ってかばうが、胸を殴られたことでクリスタルが砕かれる。
「なぜ私を助けたの」と問うドリームに、「大好きだから・・・かな」と答え、「どうすれば笑うことができるかわからなかった」が、最期はキュアドリームの腕の中で微笑みながら消滅した。
事件解決後は自分を形作っていたクリスタルに傷がついていた。
ダークルージュ
声 - 長沢美樹
ダークプリキュア5の一員である少女。キュアルージュのコピーであり、橙色のクリスタルから誕生した存在。
傲慢な激情家で「仲間や友人なんて面倒」「一人なら我慢せず自由」と考え、仲間のために戦うキュアルージュを「世迷いごと」と切り捨てるも、キュアドリームの声で奮起したキュアルージュに追いこまれる。
射程が広く連射性の高い炎のエネルギー弾を放つ「ダークネスファイヤー」という技をもつほか、ホーミング弾や楕円型の大型弾といった多彩な能力を有し、遠距離の戦闘スタイルをする。
最期はキュアルージュの「プリキュア・ルージュバーニング」を受けて消滅した。
ダークレモネード
声 - 釘宮理恵
ダークプリキュア5の一員である少女。キュアレモネードのコピーであり、黄色のクリスタルから誕生した存在。
逃げ惑うキュアレモネードを追いまわして容赦なく攻撃を加える残忍な性格のもち主であり、「他人をよろこばせるのは得にならない」という思想の下、他人のために努力するうららの夢をあざ笑う。
三日月型のエネルギー波を脚から蹴りだす「ダークネスフラッシュ」という技をもつほか、蹴り技を軸にした近接戦闘もこなす。また、クリスタルの力を使用して「歌」の攻撃をする。
物語終盤ではキュアレモネードに腹を攻撃された隙をつかれ、最期は彼女の「プリキュア・レモネードシャイニング」を受けて消滅した。
ダークミント
声 - 皆口裕子
ダークプリキュア5の一員である少女。キュアミントのコピーであり、緑色のクリスタルから誕生した存在。
温厚なキュアミントとは生反対の冷酷で、好戦的な性格。
「自分が大事」「人を守る力は役にたたない」と考えているが、敵である自分さえも守りたいというキュアミントのやさしさに、その冷たいこころは大きく揺らぐ。
キュアミントの「プリキュア・ミント・プロテクション」を凌駕する緑色のエネルギー弾を放つ「ダークネススプレッド」という技をもつ。防御に長けたミントと対照的に、戦法は攻撃技一辺倒。クリスタルの力を使用して、球体型のエネルギー波を放つ。
最期はキュアミントの「プリキュア・ミントシールド」に敗れ、倒れそうになった所を彼女に抱きとめられながら「あなたのことも守りたかった」という言葉に涙して消滅した。
ダークアクア
声 - 木内レイコ
ダークプリキュア5の一員である少女。キュアアクアのコピーで、青色のクリスタルから誕生した存在。額を露出したロングのポニーテールの髪型をしている。
キュアアクアの力を認めつつ、仲間といるキュアアクアを侮蔑し、「弱い者ほど群れる」と罵倒している。
排他的な一面以外は、かれん自身に近い。かれんも、「みんなと出会う前の愚かな私自身」と評している。
ダークプリキュア5の中で唯一アイテムを使用しており、ロッドや剣などを用いた荒々しい戦い方でキュアアクアをねじ伏せようとする。
物語終盤ではキュアアクアに腹を蹴られた隙をつかれ、最期は彼女の「プリキュア・アクアトルネード」を受けて消滅した。

#### 怪物
コワイナー
声 - 桜井ちひろ
本作ではシャドウが所持しており、ミギリンとヒダリンが使役する。
ふたつの頭をもっており、紫色の巨体をしている。

## スーパープリキュア
ミラクルライトの力でプリキュア5人がパワーアップした姿。肩などにフリルが追加され、背中に蝶の羽根が生えている。
合体技
プリキュア・ファイブ・エクスプロージョン
スーパープリキュア状態で放たれた合体技。この時のBGMは劇場用にアレンジされている。

## 用語
鏡の国
緑が美しく、たくさんの鏡がある国。中央には、国の太陽にあたる「クリスタル」を保管している宮殿がそびえている。国民たちは、妖精のような姿をしている。シャドウによってクリスタルを奪われたことで国は荒れはて、大半の妖精たちは鏡の中に閉じこめられている。
プリンセスランド
本編前半部でのぞみ達が行った、王宮をイメージした西洋風テーマパーク。建物の中には「鏡の迷路」などが有り、広場には広大な花壇が有る。この中では女性は王女風、男性は王子風のコスチュームに着替えなければならない。
ミラクルライト
本編から登場するライトアイテム。劇中ではミギリンとヒダリンが持っており、のぞみ達の顔を光に映したり、のぞみ達を鏡の国に転送させる光を放った。そしてクライマックスでは、巨大化したシャドウの攻撃を蝶の光ではじき返し、そしてココ・ナッツ・ミルクと共に「もっと、もっともっと…」（ミギリン・ヒダリン役のザ・たっちのギャグ「ちょっと、ちょっとちょっと」のパロディ）のかけ声と共にライトを振ると、無数の蝶の光が舞い、その光を浴びた事でプリキュアは「スーパープリキュア」に強化変身した。
形状は前述の通り、先端からプロジェクターのように蝶の光が飛び出す仕掛けだったが、当時の児童客は全く映してくれず、思いっきり振るだけだったため、次作『映画 Yes!プリキュア5GoGo! お菓子の国のハッピーバースディ♪』で採用された「ミラクルライト2」からは形状を大きく変更し、先端に蛍光部の付いたペンライトに近い形になった。
なお通常は、パワーが回復したり強化変身した時点で、プリキュアが観客に向かって「みんな、ありがとう」と言うのが定番だが、本作では強化変身前に蝶の光が舞った時点で、プリキュア全員が「みんな、ありがとう」と言うという、通常とは全く逆のパターンだった。

## スタッフ
- 製作：高橋浩（東映アニメーション）、岡田裕介（東映）、西村嘉郎（朝日放送）、竹中一博（バンダイ）、奥村康治（アサツー ディ・ケィ）、中山晴喜（マーベラスエンターテイメント）
- 企画：梅澤淳稔
- 脚本：成田良美
- 音楽：佐藤直紀
- 製作担当 - 坂井和男、末竹憲
- 編集：麻生芳弘
- 録音：阿部智佳子
- 音響効果：石野貴久（サウンドリング）
- キャラクターデザイン：川村敏江、爲我井克美（劇場版オリジナルキャラクター）
- 作画監督：爲我井克美
- 美術監督：行信三
- 監督：長峯達也

## 主題歌
オープニングテーマ
「プリキュア5、スマイル go go!」
作詞：只野菜摘、作曲：岩切芳郎、編曲：家原正樹、歌：工藤真由、コーラス：ヤング・フレッシュ with mayumi&yuka

エンディングテーマ
「ガンバランスdeダンス〜夢見る奇跡たち〜」
作詞：青木久美子、作曲：小杉保夫、編曲：多田三洋、歌：宮本佳那子 with ぷりきゅあ5
エンディングアニメーションが映画仕様となっている。

## 映像ソフト化
- セルDVDは2008年3月19日にマーベラスエンターテイメントよりリリースされた。初回限定版では舞台挨拶などの特典映像、ピクチャーレーベルなどがついた。
  - 初期のDVDに音声の不具合があり、現在も無償交換を行っている。
- レンタルDVDは2008年3月14日に東映ビデオよりリリースされた。
- ブルーレイは2015年6月17日に発売された。

## フィルムコミック
アニメコミック『映画 Yes!プリキュア5 鏡の国のミラクル大冒険!』
2007年12月28日、一迅社から発売。本編のフィルムを漫画化したフィルムコミックで、プリキュア映画がフィルムコミック化されたのはこれが初めて。
冒頭のキャラクター紹介ページではプリキュアと妖精のみ紹介、シャドウ・ミギリン&ヒダリン・ダークプリキュア5などは紹介されていない。またOPはノンクレジットされて収録されているが、EDは収録されていない。

## ネット配信
- YouTube「プリキュア公式YouTubeチャンネル」より、2020年3月27日18:00から同年4月3日17:59まで、本作と『映画 Yes!プリキュア5GoGo! お菓子の国のハッピーバースディ♪』[注 6]・『映画 プリキュアオールスターズDX みんなともだちっ☆奇跡の全員大集合!』の3本が期間限定無料配信された。
- 2021年3月13日16:30から同年3月14日23:59まで、再び同チャンネルで本作と『映画 Yes!プリキュア5GoGo!』が期間限定無料配信された[注 6]。

## 備考
- 本作と次作『映画 Yes!プリキュア5GoGo! お菓子の国のハッピーバースディ♪』の、冒頭の「東映アニメーションマーク」（「長靴猫シリーズ」のペロ）のクレジット構成は他作品とは異なり、「宇宙空間に現れた多数の水滴が集まり、ペロに変化すると、画面が宇宙空間からホワイトバックに変化する」という構成だった（ロングバージョン）。
- 作中では、ゲストであるザ・たっち持ちネタである「ちょっと、ちょっとちょっと」のほか、双子であることを利用しての一発芸「幽体離脱」が披露されている。
- 舞台挨拶では偶然ザ・たっちが誕生日であったため、サプライズで誕生会が行われた。
- 本作に登場したミギリンとヒダリンは、のちのクロスオーバー映画で台詞無しのモブキャラクターとして登場している[注 7]。
- 本作に登場した「プリンセスランド」のコスチュームは、公開に先駆けた本編第38話「プリキュア5のシンデレラ物語」（2007年10月28日放送）で、素顔のプリキュア・コージ・夏による「シンデレラ」の世界[注 8]でのコスチュームに流用。また2015年公開の『映画 プリキュアオールスターズ 春のカーニバル♪』では、のぞみ達の回想シーンの「のぞみの妄想場面」で「プリンセスランド」のコスチュームが流用されている。
- 本作に登場した「スーパープリキュア」は、TVシリーズ次作『Yes!プリキュア5GoGo!』第47話・最終回でもコスチュームは『5GoGo!』の状態で登場する[注 9]。映画限定の強化モードが後のTVシリーズで登場するのは初。